# Faber Grand Prix 1998
Il Faber Grand Prix 1998 è stato un torneo di tennis giocato sul sintetico indoor. È stata la 6ª edizione del torneo, che fa parte della categoria Tier II nell'ambito del WTA Tour 1998. Si è giocato a Hannover in Germania dal 16 al 22 febbraio 1998.

## Campionesse

### Singolare
Patty Schnyder ha battuto in finale  Jana Novotná con il punteggio di 6–0, 2–6, 7–5

### Doppio
Lisa Raymond /  Rennae Stubbs hanno battuto in finale  Elena Lichovceva /  Caroline Vis con il punteggio di 6–1, 6–7, 6–3